# 闇に囁くもの
『闇に囁くもの』（やみにささやくもの、The Whisperer in Darkness）は、アメリカ合衆国の小説家ハワード・フィリップス・ラヴクラフトの小説である。1930年2月から9月に執筆され、1931年8月にパルプ雑誌『ウィアード・テイルズ』に発表された。
クトゥルフ神話の一つ。特に、地球外生命体ミ＝ゴの初出作品。

## 概要
それまでの『クトゥルフの呼び声』や『ダンウィッチの怪』においては簡単な説明程度しかなかった謎の怪生命体が、本作においてはその宇宙からの来歴など詳しく書かれるものとなっており、従来の作品よりSF作品的傾向が強まっている。この地球外生命体の来歴、実態を詳らかに描く傾向は、続く『狂気の山脈にて』や、『時間からの影』にて、さらに顕著になっており、そのような意味で、ラヴクラフトの作品世界のひとつ転換期に当たる作品だとも評されている。
1928年にラヴクラフトは、アーサー・グッドイナフ (Arthur Goodenough) とバーモント州を訪れた。この時、バート・G・エイクリー (Bert G. Akley) という農家と出会ったと言われている。ロバート・M・プライスは、エイクリーに変装した人物がニャルラトホテプではないかと推察し、その根拠に「ユゴスよりのもの」たちの会話内容を指摘した。
作中時は1928年。1927年のヴァーモントの大洪水や、1930年3月13日の冥王星発見の出来事からインスピレーションを得て執筆された。
他のクトゥルフ神話作品においてもエイクリーと同姓の人物が登場することがある。
雑誌掲載時はカーティス・C・センフが挿絵を担当し、あろうことかクライマックスのネタバレを挿絵に描いてしまっている。センフはろくに読まずに挿絵を量産し、作家たちからは暗殺王の仕事と嘆かれたという。

## 作品内容

### あらすじ
ミスカトニック大学のウィルマース教授は、バーモント州の山奥に怪物の伝説があることに興味を持ち、その伝説を収集していたが、バーモント州の洪水時、川に浮かんでいた奇妙な物体に関して当地の住民が伝説の怪物と結びつけていることについては批判的であった。そんな持論を新聞上に発表していた彼のもとに、ヘンリー・エイクリーなるバーモント州の山に住む在野の研究者から手紙が届く。
エイクリーは「私の先祖代々住んでいる土地は、太古、宇宙からやってきた怪物の拠点である。それを研究している私は物的証拠も得ているが、同時に何者かに付けねらわれてもいる」と述べる。ウィルマースとエイクリーは意見交換の文通を始めるが、そのうち手紙や電報、郵送した証拠品などがウィルマースの元に届かなかったり、偽の電報が届くことが再三起こる。更にエイクリーの家や車が銃撃されたり、自衛のために買った犬たちが夜間に殺されたりと、いよいよ危険なことが起こりはじめ、エイクリーは、ウィルマースにこの研究から身を引いたほうがよいという忠告をしはじめるようになる。
だが、ある日突然エイクリーから、怪物たちと和解したので、ウィルマースを家に招待したいという旨の手紙が送られてくる。手紙には「今まで送った証拠品も持参するよう」指示を出されていたことに加え、手紙が突然「肉筆ではなくタイプ打ちに」変わっていたことから、ウィルマースは疑念を抱きつつも、バーモント州の山奥深いエイクリー宅に赴いてみる。当地の駅ではノイスなる、妙になれなれしい男が出迎え、ウィルマースをエイクリー宅まで車で運ぶ。
そこで初めて会ったエイクリーは、病気と称し、暗い部屋の中に毛布をまとって手首だけをだした姿で、ソファーに身じろぎもせずに座りながら囁くような声で「異星生物のあみだした手術法で、脳を摘出し、宇宙旅行に行くことができる」などと言い、ウィルマースをもそれに誘う。
その日、エイクリーの家に泊まることとなったウィルマースだが、深夜に逃亡する。夜、エイクリーの座っていたソファーの上に、毛布とエイクリーそっくりの生首、そして両手首を見たからであった。

### 登場人物
アルバート・N・ウィルマース（Albert N. Wilmarth）
ミスカトニック大学の文学部教授。頭脳明晰で、専門に囚われず、趣味で民俗学も手掛けている。本作の語り手。
エイクリーから手紙や写真、録音レコードなどを受け取る。
ヘンリー・ウェントワース・エイクリー（Henry Wentworth Akeley）
バーモント州在住の民俗学者。58歳。かつてバーモント大学に在籍し、数学、天文学、生物学、人類民俗学の研究で活躍した。地元の洪水で発見された物体を「ユゴスよりのもの」の死骸と考えるようになり、研究を重ねている。生物の声を録音したり、謎の象形文字が刻まれた石を採取するなど、成果を出している。
ジョージ・グッドイナフ・エイクリー（George Goodenough Akeley）
エイクリーの息子。サンディエゴに在住。
ノイス（Noyse）
謎の人物。
「菌類生物」
惑星ユゴスから飛来した知的種族。高度な科学力を有する。ヒマラヤでは雪男（ミ＝ゴ）と呼ばれている。

## クトゥルフ神話との関連
惑星ユゴスと、異星生物「ユゴスよりのもの（ミ＝ゴ）」が登場した。1930年3月13日の冥王星発見のニュースから影響を受けて執筆されている。
ストーリーに直接絡むのはユゴスとミ＝ゴの2つだが、他にも複数の固有名詞をほのめかすような形でクトゥルフ神話大系と接続している。特に他作者が創造した神格であるツァトゥグァとハスターを取り込んだ意味は大きい。ラヴクラフト神話はこの2邪神を含む。
クラーク・アシュトン・スミスが創造したツァトゥグァを、ラヴクラフトは自作品に取り込んだ。スミスが正式に作品を発表するよりも前に、ラヴクラフトはスミスの原稿を読んでいたために、創造者よりも先にデビューさせるという珍事が発生した。また『墳丘の怪』もほぼ同時期に執筆されており、ツァトゥグァの情報を補完する。
先行作家が創造した「ハスター」が取り込まれ、同時に「ハリ湖 (the Lake of Hali)」「黄の印 (the Yellow Sign)」などの関連語も輸入された。
次の以下は、解説を含めて挙げる。

— Yuggoth, Great Cthulhu, Tsathoggua, Yog-Sothoth, R'lyeh, Nyarlathotep, Azathoth, Hastur, Yian, Leng, the Lake of Hali, Bethmoora, the Yellow Sign, L’mur-Kathulos, Bran, and the Magnum Innominandum

—H. P. Lovecraft, "The Whisperer in Darkness"

- イアン (Yian)  - 「イアン＝ホー(Yian-Ho)」のこと。禁断の地名の一つ。他作品『アロンソ・タイパーの日記』などで言及される。同じく地名である「レン高原」との関連が示唆されている。
- ベツムーラ (Bethmoora)  - ダンセイニ卿の作品に登場するエルフの王国。
- レムリアのカトゥロス (L’mur-Kathulos)  - ロバート・E・ハワードの小説に登場するキャラクター。ラヴクラフトは、カトゥロスをクトゥルフ神話のキャラクターにしようかハワードと相談していた。
- ブラン (Bran)  - ハワードの作品に登場する人物「ブラン・マク・モーン (Bran Mak Morn) 」のこと。
- マグナム・インノミナンダム (the Magnum Innominandum)  - ラテン語の「名伏しがたきもの (the great not-to-be-named)」。フランク・ベルナップ・ロングの『恐怖の山』および原型作品『古の民』に関連する存在の名前。

## 収録
- 国書刊行会『定本ラヴクラフト全集5』黒瀬隆功訳「闇に囁くもの」
- 創元推理文庫『ラヴクラフト全集1』大西尹明訳「闇に囁くもの」
- 青心社文庫『クトゥルー9』大瀧啓裕訳「闇に囁くもの」
- 星海社FICTIONS『宇宙の彼方の色 新訳クトゥルー神話コレクション5』森瀬繚訳「暗闇で囁くもの」
- 新潮文庫『インスマスの影 クトゥルー神話傑作選』南條竹則訳「闇にささやくもの」

## 関連作品
- サタムプラ・ゼイロスの物語 - クラーク・アシュトン・スミスが1929年に執筆し1931年に発表した作品。ツァトゥグァが登場し、ラヴクラフトが原稿段階で読んでいたことで、影響を与えた。
- 破風の窓 - オーガスト・ダーレスがラヴクラフトとの合作として1957年に発表した作品。作中時は1924年で、エイクリー家の親族が登場する。
- アーカムそして星の世界へ - フリッツ・ライバーが1966年に発表した作品。本作および複数のラヴクラフト作品の後日談。
- エリザベス・エイクリーの場合（Documents in the Case of Elizabeth Akeley） - リチャード・A・ルポフが1982年に発表した作品。エイクリーの孫娘であるエリザベスが登場する。
- タイタス・クロウ・サーガ - ブライアン・ラムレイが1975年から発表したシリーズ。ウィルマース教授が対邪神組織「ウィルマース財団」を創設している。